# Приборжавський заказник
Приборжа́вський зака́зник — лісовий заказник місцевого значення в Україні. Розташований на території Свалявського району Закарпатської області, на північ від села Березники
Площа —  444,8 га. Статус присвоєно відповідно до рішення Закарпатської обласної ради від 27.08.2015 № 1326. Перебуває у віданні ДП «Свалявське лісове господарство» (Березниківське лісництво, квартали: 1, вид. 1–14, 16–21, 24–27, 33; 2, вид. 1–27, 36–37, 44; 3, вид. 1–8, 12, 29). 
Статус присвоєно для збереження та відтворення букових лісів на висотах 500-1150 м. над р.м. (гірський масив Полонина Боржава), наближених до пралісових, та рослин, занесених до Червоної книги України.